# (243109) Hansludwig
(243109) Hansludwig est un astéroïde de la ceinture principale.

## Description
(243109) Hansludwig est un astéroïde de la ceinture principale. Il fut découvert le 12 septembre 2007 à Taunus par Stefan Karge et Erwin Schwab. Il présente une orbite caractérisée par un demi-grand axe de 2,33 UA, une excentricité de 0,18 et une inclinaison de 1,5° par rapport à l'écliptique.

## Compléments